# Helicoconis (Fontenellea) maroccana
Helicoconis (Fontenellea) maroccana is een insect uit de familie van de dwerggaasvliegen (Coniopterygidae), die tot de orde netvleugeligen (Neuroptera) behoort. 
Helicoconis (Fontenellea) maroccana is voor het eerst wetenschappelijk beschreven door Carpentier & Lestage in 1928.